# Ainaro

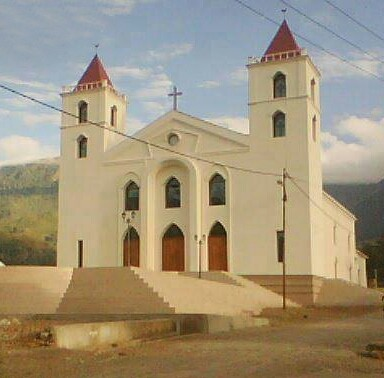
Igreja de Ainaro.

Ainaro é uma cidade de Timor-Leste, 78 km a sul de Díli, a capital do país. A cidade de Ainaro tem 3 mil habitantes, é capital do suco, posto adminisitrativo e município do mesmo nome, e foi a terra natal do célebre régulo D. Aleixo.
Durante a ocupação que durou de 1975 a 1999, Ainaro serviu de aquartelamento a um importante contingente militar indonésio que, apoiado pelas milícias pró-integração, nos meses que antecederam e se seguiram ao referendo de 30 de Agosto de 1999 que conduziu o país à independência, provocou a destruição de mais de 95% dos edifícios da cidade.